# Antônio Sampaio Almendra
Antônio Sampaio Almendra foi um político brasileiro. Foi presidente da província do Piauí, de 4 de dezembro de 1863 a 28 de maio de 1864.